# Grå Ulven (1642)
Grå Ulven eller Graa Ulv, var ett danskt örlogsskepp som byggdes i Neustadt in Holstein för danska flottans räkning och sjösattes 1642.

## I tjänst
Skeppet förde 30 kanoner och hade ett deplacement på 650 ton. Längden var 37,8 meter och bredden 8,3 meter. Besättningen varierade mellan 104 och 150 man. Hon deltog i dansk tjänst under sjöslagen vid Kolberger Heide 1644, vid Mön 1657 och i Öresund 1658, men gick förlorad till svenskarna i slaget vid Ebeltoftviken den 23 juli 1659.  Skeppet fortsatte sedan att segla i svensk tjänst tills hon på grund av ålder utrangerades 1668 och lades utanför Skeppsholmen i centrala Stockholm. Många utländska så kallade "prisskepp" som svenskarna tagit i strid ankrades upp i vattnet mellan Kastellholmen och Skeppsholmen under 1600- och 1700-talen. Totalt femton vrak har hittats i varvsområdet.

## Vraket

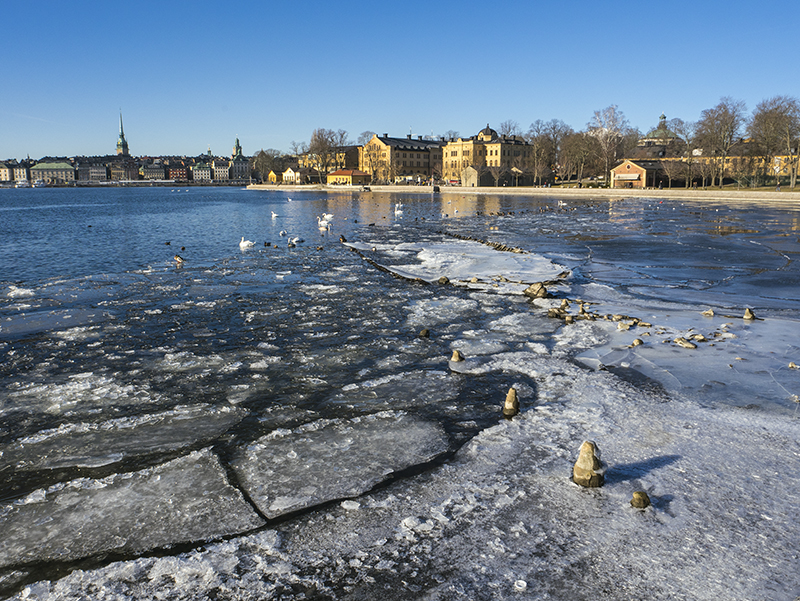
Konturen av ett gammalt skeppsvrak träder fram ur isvattnet strax utanför Kastellholmen.

Grå Ulven uppgavs 1670 vara "nedersjunken" och troligen blev hon nedsänkt någonstans vid flottans örlogsvarv. Vid lågvatten drygt trehundra år senare framträdde vårvintern 2013 en krans med uppstickande stumpar av spant som markerade ett stenfyllt skrov. Det nedisade vraket låg med förstäven tryckt mot land i strandbrynet på Kastellholmens västra sida. Likaså påträffades sju korroderade kanonkulor av järn i skrovets innandöme. Möjligen har vraket jämte andra skrotade skepp ingått i fundamentet till en broanläggning som tidigare funnits på platsen mellan Kastellholmen och Skeppsholmen.
Marinarkeologer från Sjöhistoriska kunde efter undersökning konstatera att det rörde sig om ett äldre örlogsfartyg, men om det verkligen är Grå Ulven har man ännu inte kunnat fastställa då hamnområdets sjöbotten kan liknas med en skeppskyrkogård. Resultatet av dendroprover som skickats på analys till Köpenhamn kan möjligen avgöra detta.

### Webbkälla
- Swedish Warship, list 1521-1721, Jan Glete